# Marco il romano
Marco il romano (titolo originale Valtakunnan salaisuus) è un romanzo epistolare dell'autore finlandese Mika Waltari, pubblicato nel 1959. Il romanzo è la prima delle due parti della storia di Marco e Lauso, di cui il romanzo Lauso il cristiano rappresenta la seconda parte.
Marco il romano descrive le avventure del patrizio romano Marco, che lasciando Roma all'apice del suo splendore sotto Tiberio, arriva a Gerusalemme nei giorni della crocifissione di Cristo. Venuto a sapere che uno dei tre crocifissi è a capo di una setta religiosa accusata di rivolta, Marco si incuriosisce di questa setta, convincendosi della resurrezione di Cristo e arrivando a convertirsi.

## Trama
Durante il suo viaggio verso Gerusalemme, in provincia di Giudea, il cittadino romano Marco attraversa una collina ove si trovano tre uomini che vengono crocifissi; uno di loro, Gesù di Nazareth, è accusato di sedizione in quanto capo di una setta religiosa. Il prefetto Ponzio Pilato ha posto delle guardie di fronte alla tomba di Gesù per impedire che i suoi discepoli ne rubino il corpo e dichiarino che egli è risorto. Alcuni giorni dopo, Ponzio richiama Marco perché indaghi su un fatto che riguarda proprio la tomba: i soldati che dovevano farne la guardia dichiarano infatti di essere stati accecati da un'enorme luce, e che il corpo di Gesù era scomparso appena si sono rinvenuti; Pilato sospetta tuttavia che si siano semplicemente ubriacati o addormentati sul lavoro, percui chiede a Marco, che è appena arrivato e che ritiene un uomo imparziale, di investigare.
Convintosi che Gesù sia invero resuscitato dai morti, nei mesi che seguono Marco fa di tutto per imparare quanto può su Gesù, su chi fosse egli e su che cosa predicasse; a tale scopo, contatta con chiunque lo conoscesse o abbia avuto un contatto con lui, tra cui Maria Maddalena, alcuni discepoli, Lazzaro di Betania (che Gesù riportò tra i viventi) e persino Simone di Cirene, che fu aiutato ad aiutare a trasportare la croce del profeta. Alla fine, comprende che tutte quelle vite che sono state toccate da Gesù sono cambiate in un modo o nell'altro, ma tutti sono rimasti umani, con i loro difetti e le loro fragilità: Maria Maddalena è infatti invidiosa dei discepoli e del loro rapporto speciale con Gesù, e sprezzante per quello che considera una mancanza di raffinatezza; del pari, Zaccheo, che Gesù convinse a scendere dall'albero, è molto più generoso rispetto a quanto lo fosse prima del suo incontro fatale, ma è anche vanitoso nei confronti del favore speciale mostratogli.
Imparando gli insegnamenti di Gesù, si ritrova sempre più d'accordo con essi, fino a diventare un credente e a cercare il Regno dei Cieli. Ma i Discepoli, pur accettando volentieri il suo aiuto (finanziario e non solo), non sono ancora pronti ad accettarlo nella loro cerchia, né a interpretare l'incarico di Gesù di diffondere il suo Vangelo "in tutto il mondo" come se implicasse l'accettazione dei Gentili nella piena comunione cristiana. Pertanto, per gran parte della seconda metà del libro, Marco si mette in viaggio per scoprire il cosiddetto "Regno dei Cieli". Alla fine, riesce a ritrovare la pace, riconciliandosi con il suo ruolo unico nella nascita di questa nuova fede.

## Edizioni
- Mika Waltari, Marco il romano, Rizzoli, 1961.
- Mika Waltari, Marco il romano, Rizzoli, 1979.
- Mika Waltari, Marco il romano, Rizzoli, 1994,  p. 416, ISBN 9788817114493.